# Thomas Huckle Weller
Thomas Huckle Weller (Ann Arbor, Michigan, 15. lipnja, 1915.)  američki je virolog.
Godine 1954. dobio je Nobelovu nagradu za fiziologiju ili medicinu zajedno s John Franklin Endersom i Frederick Chapman Robbinsom za otkriće mogućnosti virusa poliomijelitisa da raste u različitim tipovima kulture tkiva.

## Vanjske poveznice
- Nobelova nagrada - životopis (engl.)